# Гарумни
Гарумните (на латински: Garumni, Garunni) вероятно са келтско племе в по-късната римска провинция Галия Аквитания на река Гарумна (Гарона), която получава името си от тях. Техният главен град е Салардунум (Салардú във Вал д'Аран) в Испания.
През 56 пр.н.е. легатът на Юлий Цезар, Публий Лициний Крас, завладява Аквитания и повечето аквитански племена се предават 